# Fenixorden (Grekland)

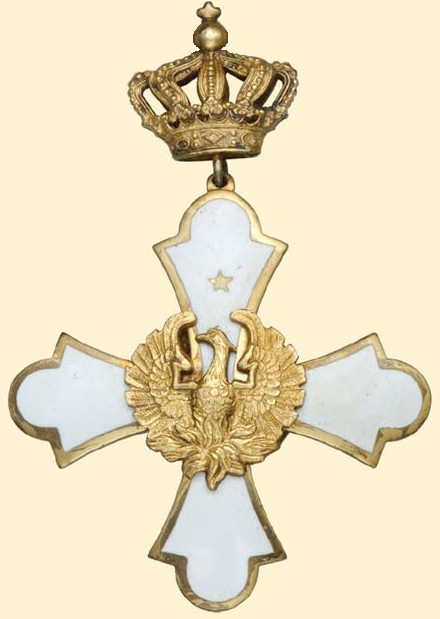

Fenixorden (grekiska: Τάγμα του Φοίνικος, Tagma toi tagma aristics pfinikos), är en grekisk orden instiftad den 13 maj 1926 av den republikanska regeringen i den andra grekiska republiken för att ersätta den kungliga Georg I:s orden. Orden behölls av den återupplivade monarkin efter 1935, och fortsätter idag att ges ut av den nuvarande tredje republiken.
Orden ges ut av den grekiska regeringen till grekiska medborgare som har utmärkt sig inom områdena offentlig förvaltning, vetenskap, konst och litteratur, handel, industri och sjöfart. Det är också tilldelas utlänningar som har främjat Greklands internationella prestige i utlandet inom ovan nämnda områden.

## Grader
Orden har fem grader i en civil och en militär avdelning:
- Storkorset ('Μεγαλόσταυρος') - ordenstecknet bärs på ett ordensband på höger axel och kraschan  på vänster bröst
- Kommendör (av första klassen) eller Storkommendör ('Ανώτερος Ταξιάρχης') - ordenstecknet bärs på en halskedja och kraschan på vänster bröst
- Kommendör ('Ταξιάρχης') -  ordenstecknet bärs på en halskedja
- Officer eller Guldkors ('Χρυσούς Σταυρός') - ordenstecknet bärs på ett band på vänster bröst
- Medlem eller Silverkors ('Αργυρούς Σταυρός') - ordenstecknet bärs på ett band på vänster bröst